# Nigel Bailly

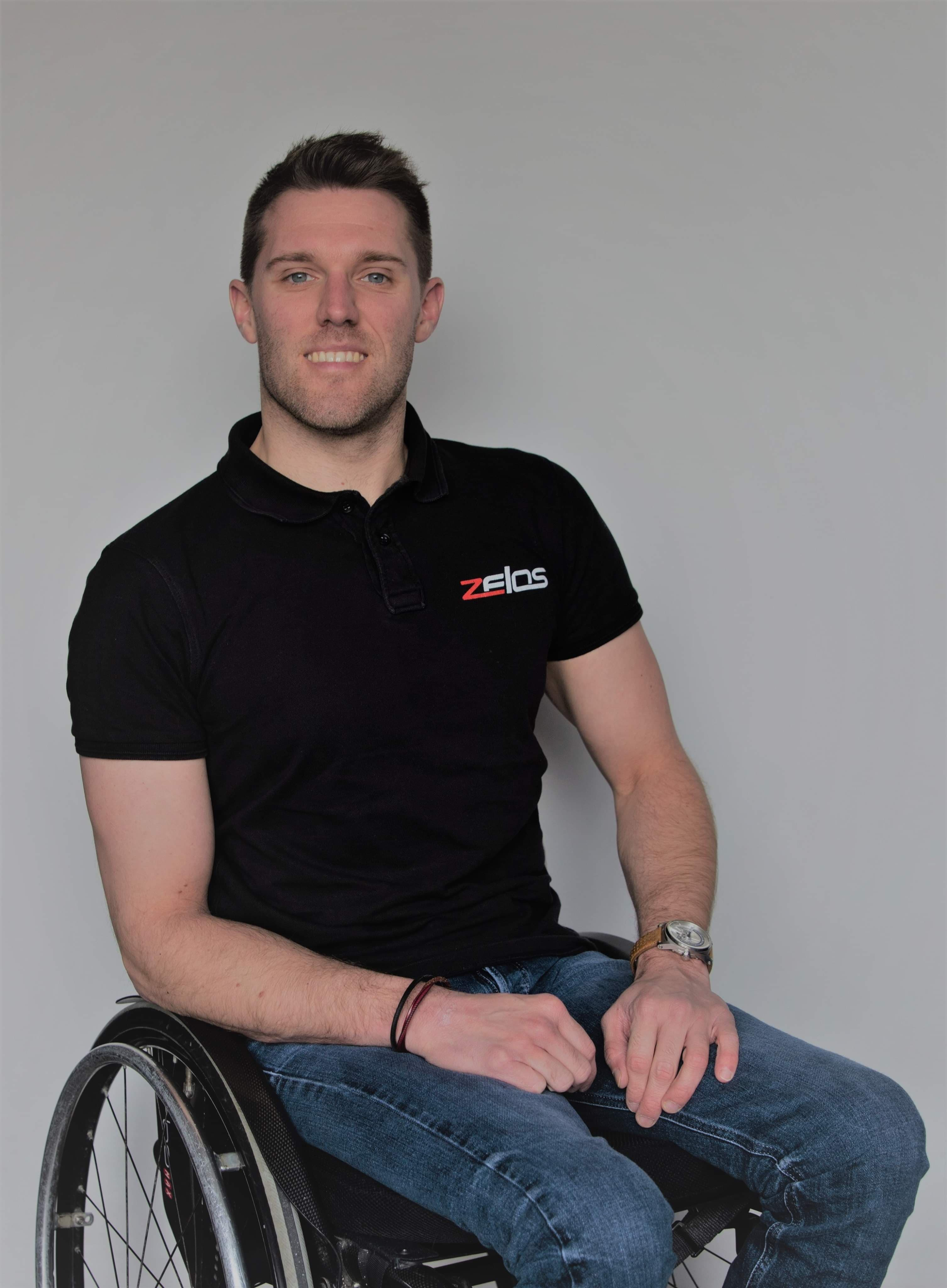
Nigel Bailly 2020

Nigel Bailly (* 17. Oktober 1989 in Gosselies) ist ein belgischer Autorennfahrer.

## Das Projekt von Frédéric Sausset
Nigel Bailly hatte im Alter von 14 Jahren einen Unfall mit einem Motocross-Motorrad und ist seither von der Hüfte abwärts gelähmt. Trotz dieser Behinderung strebte er eine Karriere als Rennfahrer an. Unterstützung erhielt er dabei von Frédéric Sausset und dessen Association SRT41. Sausset, dessen Beine und Arme nach einer Nekrose amputiert werden mussten, startete 2016 mit einem auf seine Bedürfnisse adaptierten Morgan LMP2 (unter anderem hatte der Wagen einen Schleudersitz) beim 24-Stunden-Rennen von Le Mans. Seither betreut sein Rennstall behinderte Rennfahrer. Einer dieser Fahrer ist Nigel Bailly.

## Karriere als Rennfahrer
Auch Nigel Bailly hatte als Karriereziel die Teilnahme als Fahrer beim 24-Stunden-Rennen von Le Mans. Im Team von Sausset bildete er mit dem ehemaligen japanischen Motorrad-Rennfahrer Takuma Aoki (nach einem Rennunfall seit 1998 Rollstuhlfahrer) und Snoussi Ben Moussa (ebenfalls querschnittgelähmt) ein Fahrertrio. Er startete 2018 auf einem Ligier JS P3 in der LMP3-Klasse der V de V Endurance Series und 2019 im Michelin Le Mans Cup und der Ultimate Cup Series - Challenge Proto-LMP3. Bestes Einzelergebnis war der neunte Endrang beim 4-Stunden-Rennen von Magny-Cours 2019.
2020 war das Trio erstmals in Le Mans gemeldet. Einsatzfahrzeug sollte ein Oreca 07 sein. Da die Folgen einer Ansteckung während der COVID-19-Pandemie für Sausset ein unkalkulierbares Risiko darstellten, zog dieser die Meldung wieder zurück. Das Debüt von Nigel Bailly in Le Mans wurde dadurch um ein Jahr verschoben.

## Statistik

### Le-Mans-Ergebnisse
| Jahr | Team              | Fahrzeug | Teamkollege | Teamkollege     | Platzierung | Ausfallgrund |
| ---- | ----------------- | -------- | ----------- | --------------- | ----------- | ------------ |
| 2021 | Association SRT41 | Oreca 07 | Takuma Aoki | Matthieu Lahaye | Rang 32     |              |

### Einzelergebnisse in der FIA-Langstrecken-Weltmeisterschaft
| Saison | Team              | Rennwagen | 1   | 2   | 3   | 4   | 5   | 6   |
| ------ | ----------------- | --------- | --- | --- | --- | --- | --- | --- |
| 2021   | Association SRT41 | Oreca 07  | SPA | POR | MON | LEM | BAH | BAH |
| 2021   | Association SRT41 | Oreca 07  | 32  |     |     |     |     |     |